# La Lealtad (1896-1897)
La Lealtad fue un periódico editado en la localidad española de Ciudad Rodrigo entre 1896 y 1897.

## Descripción
Con la indicación de «órgano del partido en esta población», esta publicación carlista apareció en noviembre de 1896. Salía de la imprenta de la viuda y los hijos de Cuadrado en cuatro páginas de 43 por 32 centímetros, a tres columnas. Tuvo como director a Dionisio Nogales, que por una grave enfermedad se vio obligado a suspender la publicación al año siguiente. En la cabecera, firmada por Ballester, aparecía una matrona con la cruz y la corona. El periódico, que publicaba retratos y biografías de personajes carlistas, se vio sustituido por El Homenaje.